# Judo en los Juegos Asiáticos de 1998
El torneo de judo en los Juegos Asiáticos de 1998 se realizó en Bangkok (Tailandia), entre el 7 y el 10 de diciembre de 1998.
En total se disputaron en este deporte catorce pruebas diferentes, siete masculinas y siete femeninas.

## Resultados

### Masculino
| Evento  | Oro                         | Plata                        | Bronce                                                           |
| ------- | --------------------------- | ---------------------------- | ---------------------------------------------------------------- |
| –60 kg  | Kazuhiko Tokuno Japón       | Yang Bo China                | Hyun Seung-Hoon · Corea del Sur · Nurbol Suleimenov · Kazajistán |
| –66 kg  | Yukimasa Nakamura Japón     | Ivan Baglayev · Kazajistán   | Erdenebaataryn Uuganbayar Mongolia Arash Miresmaeili Irán        |
| –73 kg  | Jaliuny Boldbaatar Mongolia | Kenzo Nakamura Japón         | Andrei Shturbabin Uzbekistán Kim Dae-Wook Corea del Sur          |
| –81 kg  | Cho In-Chul Corea del Sur   | Kwak Ok-Chol Corea del Norte | Ruslan Seiljanov · Kazajistán · Kazem Sarijani · Irán            |
| –90 kg  | Yoo Sung-Yeon Corea del Sur | Yoshio Nakamura Japón        | Dashzeveguiin Pürevsüren Mongolia Kamol Muradov Uzbekistán       |
| –100 kg | Kosei Inoue Japón           | Armen Bagdasarov Uzbekistán  | Park Sung-Keun Corea del Sur Farhad Maabi Irán                   |
| +100 kg | Shinichi Shinohara Japón    | Mahmud Reza Miran Irán       | Pan Song China Ochiryn Odguerel Mongolia                         |

### Femenino
| Evento | Oro                             | Plata                           | Bronce                                                      |
| ------ | ------------------------------- | ------------------------------- | ----------------------------------------------------------- |
| –48 kg | Tomoe Makabe Japón              | Cha Hyon-Hyang Corea del Norte  | Gao Lijuan China Nuanchan Tangprapassorn Tailandia          |
| –52 kg | Kye Sun-Hui Corea del Norte     | Kim Hye-Sook Corea del Sur      | Kazue Nagai Japón Ying Li China                             |
| –57 kg | Jishigbatyn Erdenet-Od Mongolia | Shen Jun China                  | Kie Kusakabe Japón Jung Sung-Sook Corea del Sur             |
| –63 kg | Wang Xianbo China               | Nami Kimoto Japón               | Kim Hwa-Soo Corea del Sur Wu Mei-Ling China Taipéi          |
| –70 kg | Lim Jung-Sook Corea del Sur     | Miki Amao Japón                 | Chen Chiu-Ping China Taipéi Song Jianfeng China             |
| –78 kg | Tang Lin China                  | Varvara Massyagina · Kazajistán | Kang Min-Jeong Corea del Sur Sambuuguiin Dashdulam Mongolia |
| +78 kg | Yuan Hua China                  | Lee Hsiao-Hung China Taipéi     | Miho Ninomiya Japón Paradawdee Pestonyee Tailandia          |

## Medallero
| Núm. | País            | Oro | Plata | Bronce | Total |
| ---- | --------------- | --- | ----- | ------ | ----- |
| 1    | Japón           | 5   | 4     | 3      | 12    |
| 2    | China           | 3   | 2     | 4      | 9     |
| 3    | Corea del Sur   | 3   | 1     | 6      | 10    |
| 4    | Mongolia        | 2   | 0     | 4      | 6     |
| 5    | Corea del Norte | 1   | 2     | 0      | 3     |
| 6    | Kazajistán      | 0   | 2     | 2      | 4     |
| 7    | Irán            | 0   | 1     | 3      | 4     |
| 8    | China Taipéi    | 0   | 1     | 2      | 3     |
| 8    | Uzbekistán      | 0   | 1     | 2      | 3     |
| 10   | Tailandia       | 0   | 0     | 2      | 2     |
|      | TOTAL           | 14  | 14    | 28     | 56    |